# 蓄音機

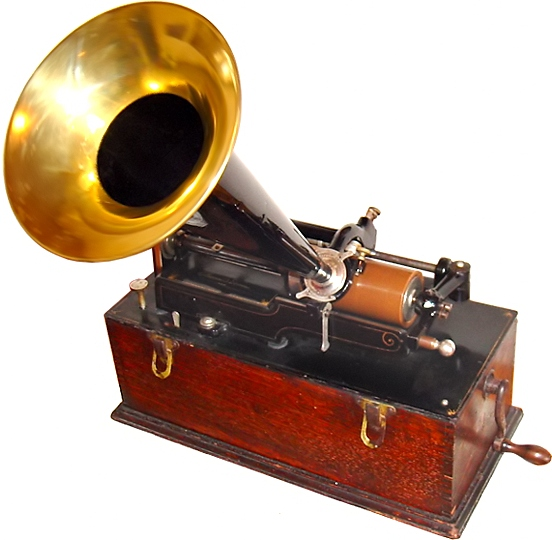
蝋管式蓄音機

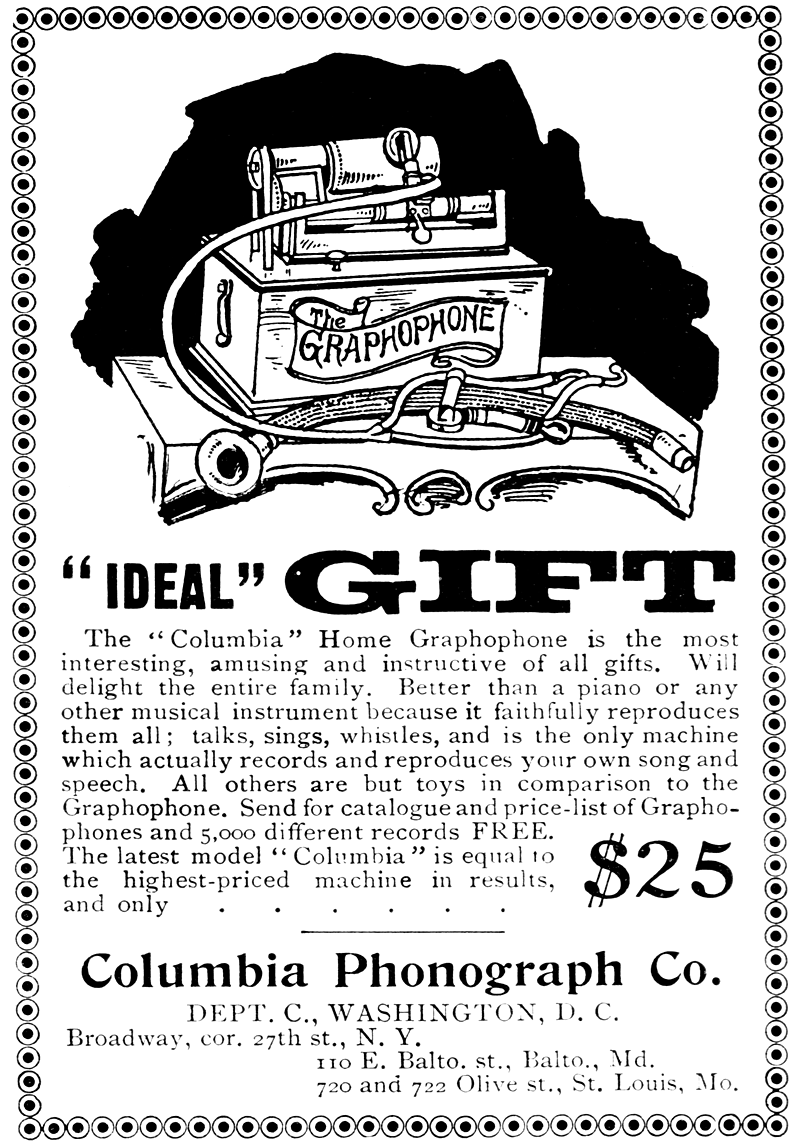
Graphpphone
1897年に Columbia Phonograph 社から発表された家庭用蓄音機の広告。聴診器のようなイアホンを用いて回転する円筒に記録された擦過音を直接聴く機構。

蓄音機、蓄音器（ちくおんき、アメリカ英語: Phonograph、イギリス英語: Gramophone）は、狭義には、駆動や再生、増幅機構に電気を一切使わない機械式蓄音機をいう。広義には、駆動や音の増幅を電気で行う電気式蓄音機を含める。

## 機械式蓄音機

### 発明

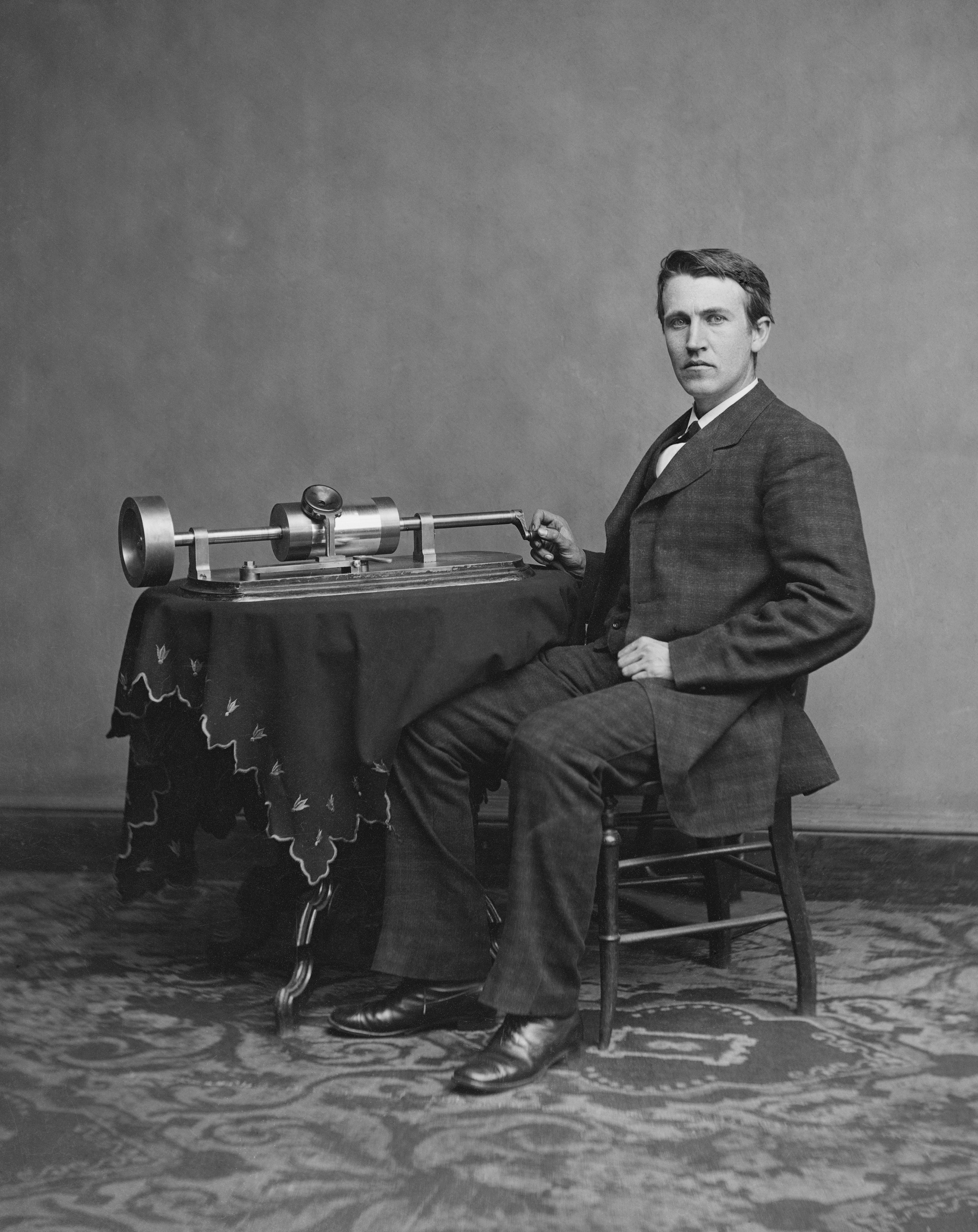
蝋管式蓄音機の2号機と写るエジソン（1878年4月）

19世紀半ば、会話や演奏を何らかの機械的な手段により記録し再生する録音再生機器の開発が欧米各地で試みられるようになった。
1857年、フランス人エドゥアール＝レオン・スコット・ド・マルタンヴィル (Édouard-Léon Scott de Martinville) が発明したフォノトグラフが、音を記憶する装置の最古のものである。実際に波形を記録しているが、当時の技術でそれを音として再生する手段はなかった。
1877年12月、トーマス・エジソンが、音による空気の振動を針先から回転する円筒軸に巻いた錫箔に刻んで録音し、この凹凸を針先で拾って再生する錫箔式フォノグラフを発明した（ティン・フォイル一号機の製作）。この空気振動と針先の振動との間で物理的に情報をやり取りするアイデアはLPレコードにまで受け継がれる。
エジソンは1878年1月にエジソン・スピーキング・フォノグラフ社を設立。しかし、最初のフォノグラフは周波数特性が狭く、SN比も悪く、再生を繰り返すとSN比が急低下するという極めて不十分な精度のものであった。その後、エジソンは白熱電球の開発に集中し、フォノグラフの研究開発はしばらく抛擲された。
その後、1888年にグラハム・ベルの研究所でチャールズ・サムナー・テンターらによる蓄音機の改良が試みられたが、錫箔に代わり、記録媒体に蝋を染み込ませたボール紙の円筒（ワックス・シリンダー）を用いるものだった。同機の開発を知って激怒したエジソンは同じように蝋管を用いる改良機を開発するようになった。
これに先立ってエミール・ベルリナー（Emile Berliner）は1887年に亜鉛円盤に横揺れの溝を刻む蓄音機を開発して円盤（ディスク）式蓄音機が誕生した。
駆動面では1895年から1896年にかけてゼンマイ（Spring motor）式フォノグラフが開発された（エジソン・スプリングモーター式蓄音機）。

### 欧米での普及
1890年代になると蓄音機が学術目的で様々な言語や芸能を録音するのに利用されるようになった。
アメリカでは1890年に人類学者のJesse Walter Fewkesがパサマクォディ（Passamaquoddy Indians）の歌と物語をエジソンの蝋管式録音機で録音している。また、1895年から1897年にはFrancis La Flesche と Alice Cunningham FletcherがOmaha Indiansの歌を蝋管に記録した。20世紀になるとFrances Densmoreが1907年から1940年代初頭にかけてアメリカ先住民族の歌や語りを収録する活動を行った。
一方、ヨーロッパでは19世紀から20世紀にかけて本格的な録音アーカイブズが設立されるようになった。1899年にはオーストリアのウィーンに世界最初の録音アルヒーフが創設され、比較方言学・民族言語学・民族音楽学の資料音源の収録を行うようになった。1900年にはドイツのベルリンにも録音アルヒーフが開設され、世界の諸音楽を主な対象とする録音活動を始めた。
1900年パリ万国博覧会では、パリ人類学会が同地を訪れた世界各国の人々を対象に録音を行い、録音博物館 Musée phonographique のプロジェクトを展開した。

### 日本での普及
日本に初めて蓄音機が上陸したのは1877年（明治10年）に横浜の輸入商によってもたらされた。
1907年（明治40年）には松本武一郎が日米蓄音機製造株式会社を創立し、1910年（明治43年）4月に国産蓄音器第1号「ニッポノホン」の製造･販売の開始した。同社は1910年10月に日本蓄音器商会として法人化された（後の日本コロムビア）。普及が進んだのは蓄音機を製造する会社が増えた昭和初期のことである。
日本独自の装置として、1937年（昭和12年）日本フィルモン社が長さ13 m、幅35 mmのセルロイド系素材のベルトの両端を接続してエンドレスにし、そこに音溝を刻んだフィルモン音帯からレコード針で音を再生する装置「フィルモン」を売り出している。（日本では蓄音器と書くことが多かった）

## 電気式蓄音機（電蓄）
ラジオ放送開始から5年後の1925年から電気録音、真空管増幅器とスピーカによる再生の歴史が本格的に始まり、エレクトロニクスの進歩、真空管の小型化と性能向上に伴い、レコード針の動きを電気信号に変換して増幅し、スピーカーを鳴らす装置を、従来のアコースティック式の蓄音器に対して、「電気式蓄音機」すなわち「電蓄」が登場した（順序としては駆動系の電化のほうが遅かった）。LPレコードが普及した1955年頃から経済成長に伴って一般家庭にも入り始め、ハイファイブームといわれ、ステレオやオーディオ装置が普及するまで使われた。
LPレコードはレコードの溝が細かくなった上に、材質がポリ塩化ビニルとなってSP盤のような強い針圧に耐えられなくなったことから、電気式でないと再生できない。ステレオレコードに至っては、原理上電気信号を用いる方式でしか再生はほぼ不可能である。オーディオ機器のコンポーネント化により、レコードから電気信号を取り出し、ライン出力に増幅するところあたりまでの装置を独立させてレコードプレーヤーとするようになった。
また、電蓄の語は、レコード盤をはみださせてぎりぎり乗る大きさのターンテーブルと、そのままスピーカーを駆動できるアンプを内蔵したいわゆる「ポータブル電蓄」が普及し、昭和中期にはトランジスタ化されて一般家庭にも広く普及したことから、オーディオ機器の中で「レコードプレーヤー」の語が一般的になった後も、「ポータブル電蓄」にその名を留めていた。
現在では北海道大学の伊福部達らにより、レーザー光線による非接触の蝋管再生装置が開発されている（金属製の雄型の再生も可能である）。

## アーカイブ
トマス・エディソン国立歴史公園
エジソンが作製した蓄音機を展示する博物館、実験棟や実験装置などがあり、初期録音資料の一部を公開している。
アメリカ議会図書館
ヒューカス（Jesse Walter Fewkes）による1890年録音やラ・フレッシュ等による1895～97年録音など最初期の録音資料を保有している。
シラキュース大学ベルファー音響アーカイブ
蝋管22,000本などを所蔵する全米有数の大規模録音アーカイブ。
カリフォルニア大学サンタバーバラ校蝋管保存・デジタル化プロジェクト
同校の図書館であるDonald C. Davidson Libraryの特別コレクションを扱う Department of Special Collections にある蝋管のデジタル化のプロジェクト。
オーストリア科学アカデミー録音アルヒーフ
1899年に設立された録音アルヒーフで、その初期録音コレクションは1999年に世界記録遺産に登録された。
ベルリン録音アルヒーフ
ベルリンの民族学博物館内にある録音アルヒーフで1999年に世界記録遺産に登録された。
大英図書館音響アーカイブ
1955年に私設の大英録音音響研究所として設立され、1983年に大英図書館の帰属となったアーカイブで、蝋管等の初期録音資料群も保有している。
福井県立こども歴史文化館
かつてはオーディオテクニカのフォノギャラリーが世界有数のコレクションを誇っていたが、2014年3月に、その大半が福井県立こども歴史文化館に寄贈された。

## 記念日
日本オーディオ協会は、12月6日を音の日と定めた。これは、エジソンが1877年12月に蓄音機による録音・再生の実験を成功させたことにちなむ。なお、この時録音されたものは『メリーさんのひつじ (Mary Had a Little Lamb)』である。
エジソンの実験以前にも音を記録すること自体は成功していたが、再生は長らく不可能だった。2008年になって、フォノトグラフによって1860年4月9日に記録されたフランス民謡『月の光に (Au Clair de la Lune)』を、コンピュータ解析によって再生することに成功した。フランス科学アカデミーはこれを「人類最古の録音」としている。